# Chapel Royal

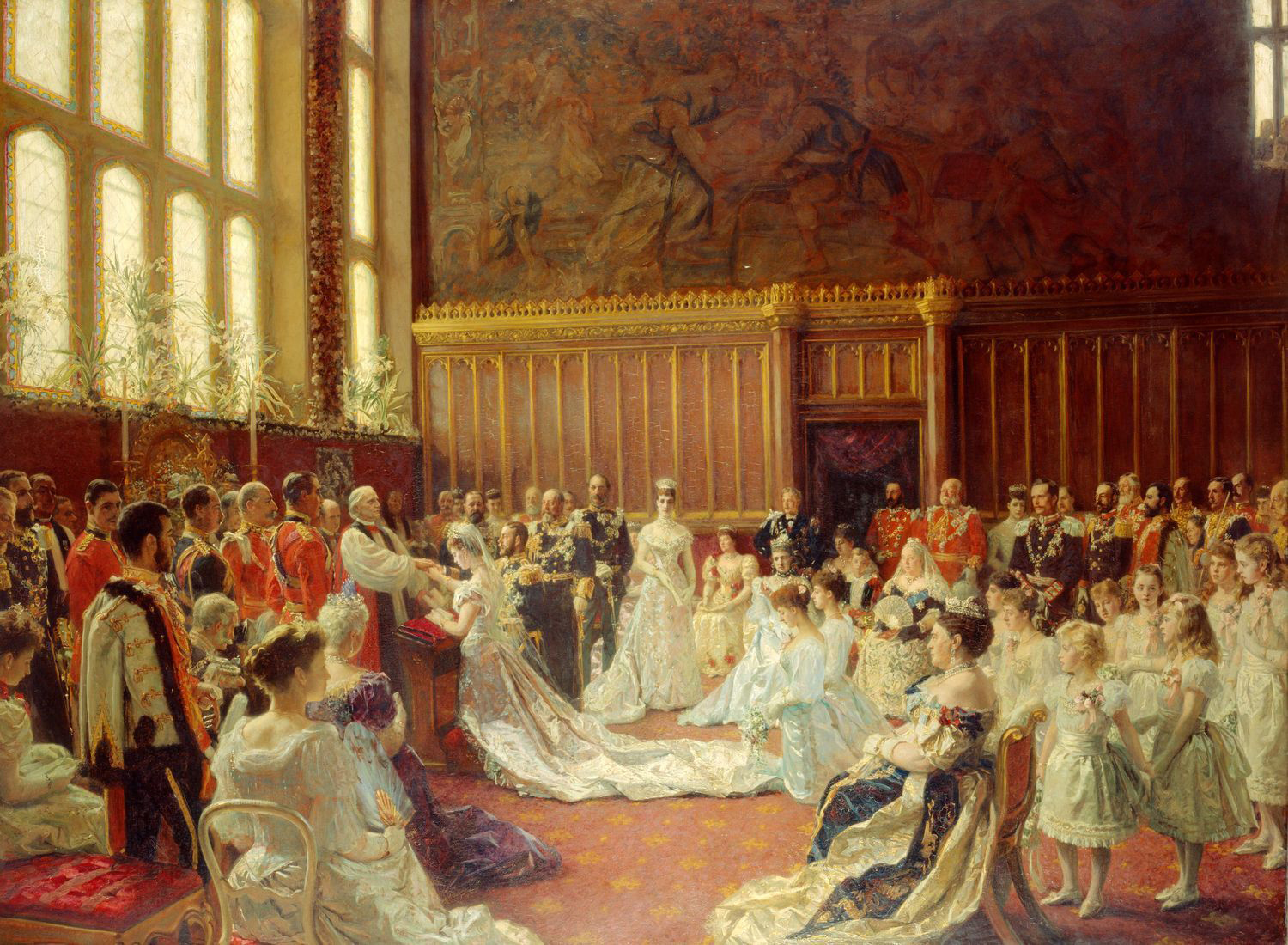
Eheschließung des Duke of York mit Maria von Teck in der Chapel Royal (Gemälde von Laurits Tuxen, 1894)

Die Chapels Royal (engl. [ˈtʃæpəlz ˈɹɔɪəl] „königliche Kapellen“) sind zwei Kapellen im St James’s Palace in London: die eigentliche Chapel Royal und die Queen’s Chapel. Zur Chapel Royal gehört auch der königliche Chor, der bei Gottesdiensten in den Chapels Royal und bei königlichen Festakten auftritt.
Ursprünglich stand die Bezeichnung nur für einen Teil des Hofstaates der Britischen Monarchie. Die Chapel Royal umfasste Geistliche, Musiker und Sänger, welche für die Durchführung der religiösen Handlungen am Hofe des Monarchen zuständig waren. Im Laufe der Jahrhunderte wurde der Begriff Chapel Royal dann auch für die Gebäude verwendet, die den jeweiligen Herrschern als Kapelle oder Gebetsraum dienten.
Der Dekan der Chapel Royal wird vom König persönlich ernannt. Seit 1995 ist es der Bischof von London Richard Chartres.

## Geschichte

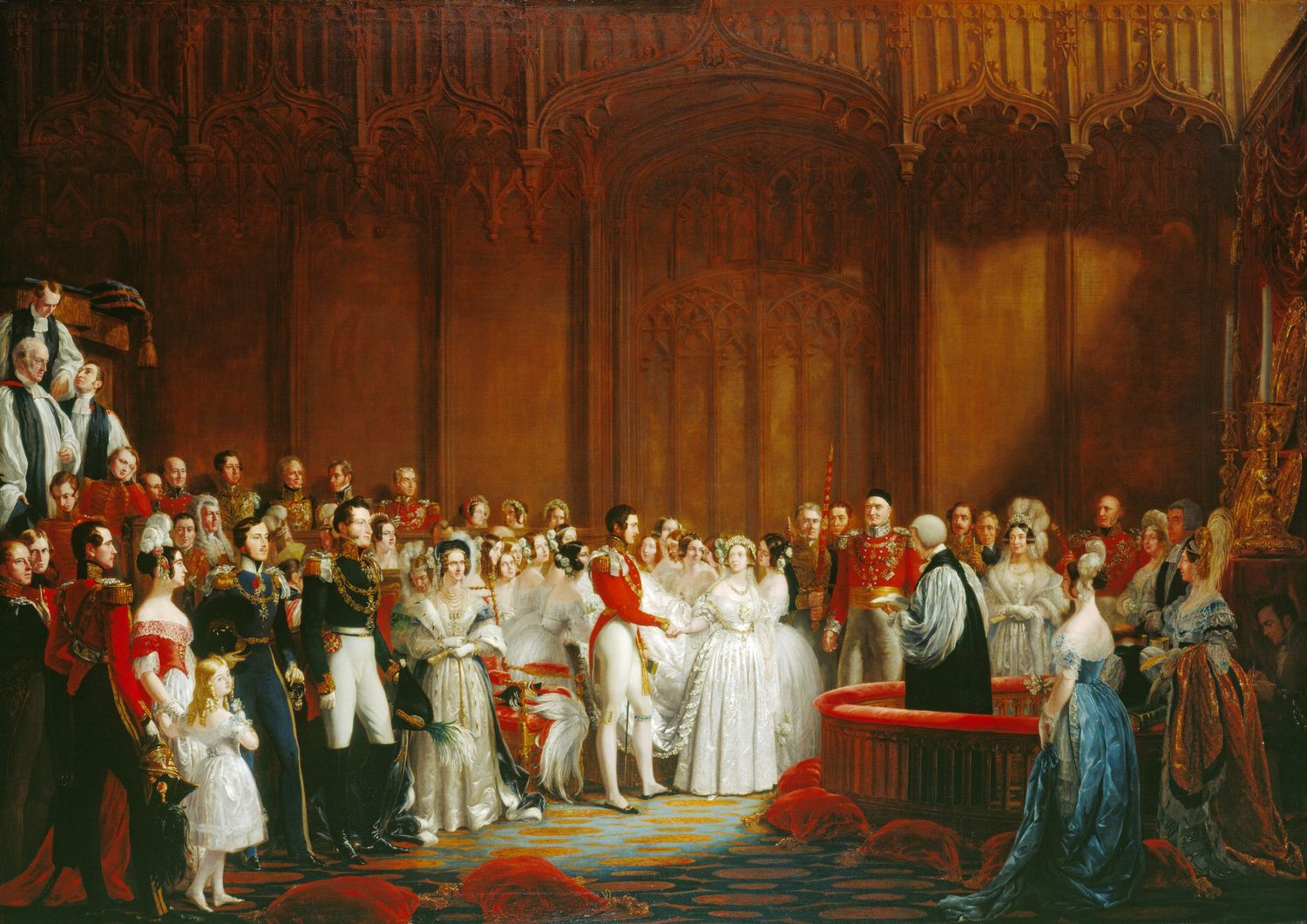
Hochzeit von Queen Victoria und Albert von Sachsen-Coburg und Gotha in der Chapel Royal, Gemälde von George Hayter, 1842

Im späten 13. Jahrhundert bildete sich die Einrichtung der Chapel Royal als ortsgebundene Institution heraus, während sie zuvor, wie der gesamte restliche Hofstaat, stets mit dem Monarchen reiste und Gottesdienste jeweils an dessen Aufenthaltsort abhielt. Im 17. Jahrhundert hatte die Chapel ein eigenes Gebäude im Palace of Whitehall, der 1698 niederbrannte; seit 1702 befindet sie sich im St James’s Palace.
Die Chapel Royal verfügte über einen bedeutenden Chor. Dieser erreichte seine größte Blüte während der Regierungszeit von Elisabeth I., als William Byrd und Thomas Tallis gemeinsam das Amt der königlichen Organisten ausübten. Der Master of the Children verfügte bis 1684 über das Recht, besonders begabte Sängerknaben aus den Chören des Landes für den Dienst in der königlichen Kapelle zwangszuverpflichten. Diese Sängerknaben waren bis 1626 außerdem als Schauspieler in Theaterproduktionen am Hof und im 18. Jahrhundert als Sopranisten in Aufführungen von Georg Friedrich Händels Oratorien und anderen Werken im Einsatz. Unter Karl II. wurde der Chor häufig durch Streicher des königlichen Orchesters verstärkt, darüber hinaus hat die Chapel Royal außer Sängern und Organisten auch Komponisten, Lautenisten (etwa John Johnson) und Gambenspieler in ihren Reihen beschäftigt.
Die Chapel Royal existiert bis heute, hat jedoch an Bedeutung und Ausstrahlung gegenüber früheren Jahrhunderten deutlich verloren. Derzeit ist Andrew Gant Organist und Chorleiter der Chapel Royal. Der Chor besteht heute aus sechs professionellen Sängern sowie zehn Chorknaben.

## Orgel
Die Orgel wurde im Jahre 1866 von der Orgelbaufirma Hill erbaut und im Jahre 1900 erweitert. Das Instrument hat 27 Register auf drei Manualwerken und Pedal. Die Spiel- und Registertrakturen sind pneumatisch.
| I Choir Organ C–g3 |                 |    |
| 1.                 | Open Diapason   | 8′ |
| 2.                 | Dulciana        | 8′ |
| 3.                 | Lieblich Gedact | 8′ |
| 4.                 | Gemshorn        | 4′ |
| 5.                 | Suabe Flute     | 4′ |
| 6.                 | Clarionet       | 8′ |

| II Great Organ C–g3 |                               |       |
| 7.                  | Open Diapason                 | 8′    |
| 8.                  | Cone Gamba                    | 8′    |
| 9.                  | Stopped Diapason + Clarabella | 8′    |
| 10.                 | Principal                     | 4′    |
| 11.                 | Twelfth                       | 2 ⁄3′ |
| 12.                 | Fifteenth                     | 2′    |
| 13.                 | Mixture II                    |       |
| 14.                 | Trumpet                       | 8′    |

| III Swell Organ C–g3 |                  |     |
| 15.                  | Lieblich Bourdon | 16′ |
| 16.                  | Open Diapason    | 8′  |
| 17.                  | Keraulophon      | 8′  |
| 18.                  | Stopped Diapason | 8′  |
| 19.                  | Principal        | 4′  |
| 20.                  | Celestina        | 4′  |
| 21.                  | Fifteenth        | 2′  |
| 22.                  | Mixture III      |     |
| 23.                  | Horn             | 8′  |
| 24.                  | Oboe             | 8′  |

| Pedal Organ C–f1 |               |     |
| 25.              | Open Diapason | 16′ |
| 26.              | Bourdon       | 16′ |
| 27.              | Violon        | 8′  |

- Koppeln: III/I, III/II, III/III (Suboktavkoppel), I/P, II/P, III/P

## German Chapel
Um 1780 – zur Zeit Georgs III. – fertigte der junge Johann Heinrich Ramberg ein Altarbild für die German Chapel im St James’s Palace.

## Berühmte Musiker
Zu den berühmtesten Musikern, die an der Chapel Royal tätig waren, gehören John Sheppard, Thomas Tallis, William Byrd, Orlando Gibbons und Henry Purcell. 1736 wurde William Boyce mit diesem Amt beauftragt. Auch Georg Friedrich Händel war als Komponist für die Chapel Royal tätig, er trug den Titel eines Composer of Musick of His Majesty’s Chappel Royal, konnte aber als Deutscher kein reguläres Mitglied werden.